# Karabinka
Karabínka (napačno tudi karabin) je kratka puška z risano cevjo. 
Sama beseda je prešla iz nemške besede Karabiner, ki je izšla iz francoske carabine. Carabine je označevala jezdečevo puško, ki je bila zaradi omejenega prostora pri ježi krajša in je tako omogočala rokovanje; beseda izhaja iz carabin - oborožen jezdec.
Danes so karabinke po navadi krajše verzije osnovnega modela, ki so namenjene vojakom, ki potrebujejo krajše orožje zaradi narave svojega dela (konjeniki, vozniki, pripadniki specialnih sil,...). Pri tej modifikaciji se skrajša dolžina cevi, ki neposredno vpliva nato na dolžino celotnega orožja.

## Seznam
- M1 Karabinka,
- M4 Karabinka je karabinska verzija M16A2